# Gonzalo Uriarte Audi
Gonzalo Alberto Uriarte Audi (Montevideo, 1 de noviembre de 1950-Ib., 13 de septiembre de 2017) fue un abogado, escribano y docente uruguayo, decano de la Facultad de Derecho de la Universidad de la República.

## Biografía
Nació en Montevideo el 1 de noviembre de 1950. Ingresó en la Facultad de Derecho (Universidad de la República) en 1970. En 1973 obtuvo el título de procurador y en 1975 se doctoró en Derecho y Ciencias Sociales. En 1978 obtuvo el título de escribano público.
Comenzó su carrera docente en 1982 como asistente de la cátedra de Técnica Forense I, II y III. En 2012 fue promovido a Profesor Titular Grado 5 (el grado máximo) de dicha materia, año a partir del cual, además, asumió como Director del Instituto de Técnica Forense. En 2005, a su vez, el Consejo de la Facultad de Derecho lo designó como Director del Consultorio Jurídico de la Facultad, cargo al que fue reelecto en 2013. Fue docente, también, de Derecho Procesal I y II, habiendo ascendido a Profesor Agregado Grado 4, en 2008.
En el ámbito público se desempeñó como Abogado en la Dirección General Jurídica de la Universidad de la República, desde 1988 hasta 1991. De igual modo, fue director Interino de la División Servicios Jurídicos del Departamento Jurídico de la Intendencia Municipal de Montevideo, entre 1990 y 1992. Cumplió tareas como asesor letrado externo del Banco Central del Uruguay en relación con la viabilidad de promover demandas judiciales al amparo de lo previsto en el art. 24 del Decreto-ley 15.322 contra exfuncionarios sumariados del Banco Comercial (Resolución de Directorio del Banco Central del Uruguay de 21 de diciembre de 2005) y como sumariante (Resolución de Directorio del Banco Central del Uruguay de fecha 31 de enero de 2007). Además fue Asesor Letrado del Directorio de la Agencia Nacional de Vivienda desde el 20 de junio de 2008 a 31 de mayo de 2009.
Fue miembro del Instituto Iberoamericano de Derecho Procesal desde 1996.
El 18 de agosto de 2014 fue elegido Decano de la Facultad de Derecho de la Universidad de la República por 21 de los 34 claustristas que asistieron a la segunda sesión convocada por el Claustro, resultando triunfante frente a su contrincante, el docente laboralista Juan Raso Delgue. Uriarte contó con el apoyo de la agrupación estudiantil Corriente Gremial Universitaria, mientras que Raso fue apoyado y promovido por el Frente Zelmar Michelini (Frezelmi), adhirente a la FEUU. Además, Uriarte tuvo en un inicio la fuerte aprobación de connotados docentes de la Facultad, de entre los que se encuentran, entre otros, el ex-Decano Alberto Pérez Pérez, el civilista Gerardo Caffera y la docente Gianella Bardazano. Asumió el 21 de agosto de 2014 y permaneció en el cargo hasta su fallecimiento.
Tuvo cuatro hijos y era primo hermano de Daoiz Uriarte.